# Brabham
La Brabham è stata una scuderia di Formula 1 fondata nel 1962 dall'ex-campione del mondo del 1959 e del 1960 Jack Brabham e dal tecnico Ron Tauranac (i due collaboravano assieme sin dalle gare in Australia sulle vetture midget), dai loro nomi la sigla BT seguita da un numero progressivo per identificare le vetture Brabham.

## Storia
Dopo essersi formato tecnicamente alla Cooper, per la quale corse dal 1957 al 1961, vincendo 2 titoli mondiali di F.1, l'australiano Jack Brabham decise di diventare costruttore, pur continuando l'attività di pilota. Nel '62 fondò, con base a New Haw (attaccato al leggendario circuito ormai dismesso di Brooklands) nel Surrey, la MRD (Motor Racing Developments), sigla a cui in seguito antepose il suo nome, per la costruzione di vetture, destinate anche a clienti per le categorie inferiori, mentre costituì il team Brabham Racing Organisation per curare la gestione sportiva delle vetture di Formula 1 prodotte dalla prima società.
Le prime vetture costruite nel 1961, delle Formula Junior furono denominate "MRD", ma nell'estate 1961, furono rinominate "Brabham" quando il giornalista automobilistico Jabby Crombac fece notare che "[il] modo con cui un francese, pronuncia queste iniziali secondo la fonetica, suona pericolosamente come la parola francese merde.. Le vetture dunque divennero "Brabham" e con le iniziali BT per "Brabham Tauranac".
Come tecnico per la progettazione dei telai si avvalse del connazionale Ron Tauranac, tuttavia, come altri team inglesi, non costruì l'intera macchina, ma sfruttò la presenza in Inghilterra di aziende specializzate in produzione di meccanica da corsa che fornivano i diversi team e adottò i motori 8 cilindri Coventry Climax e i cambi della nascente Hewland.
Nel 1962 vennero approntate alcune Formula Junior ma la prima Formula 1 fu pronta solo per il Gran Premio di Germania, in attesa della propria vettura Brabham corse con una Lotus.

### Il debutto e i primi anni
La Brabham debuttò in F1 al Nürburgring il 5 agosto 1962, ma la gara non fu fortunata: Jack Brabham dovette infatti ritirarsi al 9º giro per la rottura del cambio. I punti arrivarono comunque nella stagione stessa grazie a due quarti posti ottenuti negli ultimi due Gp.
Nel 1963 furono schierate 2 vetture una per il costruttore che ottenne una vittoria sul circuito di Solitude, gara non valida per il campionato e una per Dan Gurney.
Nello stesso anno vi fu il debutto della scuderia inglese nelle competizioni riservate alle vetture sport con la Brabham BT5.
Le scelte tecniche furono semplici ed economiche, più mirate all'ottica commerciale che non all'esasperazione tecnica: mentre i principali concorrenti di Formula 1 puntavano alla riduzione della sezione frontale, portando all'interno del corpo vettura i gruppi molla-ammortizzatore e sul telaio monoscocca che garantiva maggiore rigidità torsionale, le Brabham utilizzavano il vecchio tipo di telaio a traliccio di tubi e le sospensioni con i molleggi esterni.
Ma l'intesa tecnica tra Tauranac e lo stesso Brabham permise di affinare un tipo di vettura consolidato: intuendo empiricamente i punti dove intervenire, grazie alla grande sensibilità nella guida del pilota-costruttore, si aumentò considerevolmente la rigidità del telaio e si realizzarono delle sospensioni con effetto antidive e antilift che garantivano una notevole facilità di guida. I risultati applicati alle vetture prodotte per la Formula 2 e Formula 3 ne garantirono il successo sportivo e commerciale: dal '65 al '67 vennero vendute più di 100 vetture di F3 BT15 e BT21.
In Formula 1 le prime vittorie arrivarono nel 1964 per merito di Gurney ai Gran Premi di Francia e del Messico, con i primi risultati aumentò la forza contrattuale della Brabham che poté ottenere dalla Coventry-Climax i motori a 4 valvole per cilindro e per le Formula 2 i motori Honda in esclusiva, con i quali Brabham e il neozelandese Denny Hulme ottennero numerosi successi.
Nel 1965 la Brabham siglò un contratto in esclusiva con la Goodyear per la fornitura della gomme per le proprie vetture di tutte le categorie. I progressi sportivi continuarono nella stagione di F1 1965 sempre grazie a Gurney, che conquistò una serie di sei risultati utili consecutivi. A fine anno, però il pilota statunitense lasciò la scuderia e la coppia fu formata dal fondatore Brabham, che in quegli anni non ottenne brillanti risultati e da Hulme.

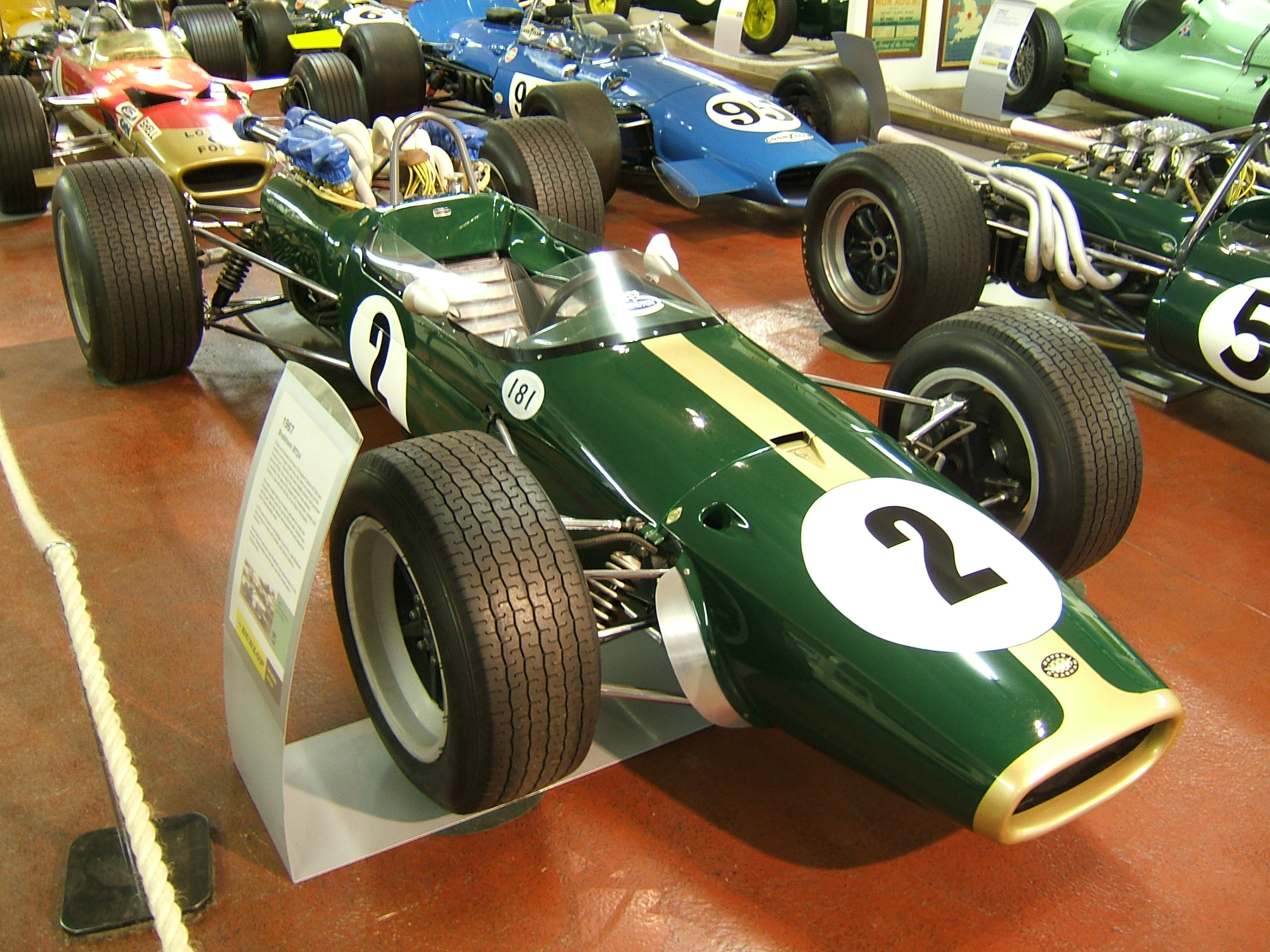
La Brabham vincitrice del campionato 1967

### I primi due titoli
Nel 1966 il cambio di regolamento che portò la cilindrata massima dei motori da 1500 cm³ a 3000 cm³, trovò molte scuderie impreparate. La Ferrari, che aveva già pronte una vettura con motore da 3000 cm³ e una da 2400 cm³, venne data per favorita, ma anche la Brabham aveva trovato un buon motore, prodotto dall'australiana Repco: partendo da un monoblocco in alluminio derivato dalla produzione di serie Oldsmobile, i tecnici Phil Irving, che negli anni '30 aveva progettato motori per motociclette Vincent Motorcycles e Frank Hallam realizzarono un V8 monoalbero capace di sviluppare 300 CV, inoltre la BT19 risultò particolarmente compatta nonostante l'aumento degli ingombri dovuti al nuovo motore e le gomme Goodyear si rivelarono il miglior compromesso sia per l'uso sull'asciutto che sul bagnato.
Dopo le prime due gare i piloti della Ferrari Bandini e Surtees erano in testa alla classifica. Però un litigio della scuderia con il pilota inglese a cui fu imposto di correre con la "tremila" mentre lui preferiva la "duemilaquattrocento", che si concluse con il passaggio di Surtees alla Cooper-Maserati e alcuni scioperi dei dipendenti che non consentirono la partecipazione al Gran Premio di Gran Bretagna, lasciarono campo libero alla Brabham; altro limite della Ferrari furono le gomme Dunlop, sostituite al Gran Premio d'Italia con le Firestone, che pagavano un gap di efficienza rispetto alle Goodyear. A partire dalla terza gara Jack Brabham mise a segno una serie di successi che gli garantirono la vittoria finale. Nel 1966 la Brabham vinse il suo primo titolo costruttori e lo storico titolo piloti dello stesso Jack Brabham, primo pilota e costruttore a riuscire nell'impresa.
Nel 1967 la potenza del motore viene portata a 340 CV, sempre inferiore alla concorrenza, ma l'efficienza complessiva delle vetture (BT20 e BT24) e la regolarità nei risultati di Brabham e Hulme permetterà di ripetere il successo nel campionato costruttori, mentre nel campionato piloti sarà Denny Hulme a conquistare il titolo sopravanzando il caposquadra, ciò causerà incomprensioni che culmineranno con l'allontanamento di Hulme che passerà alla McLaren.
Nel 1968 il motore Repco raggiunge i 370 CV con una nuova testata bialbero mentre sulla vettura, la BT26, si cerca di irrigidire il telaio tubolare aggiungendo dei pannelli d'alluminio, ma emergono i limiti di vettura e motore e la stagione si chiude senza successi, l'anno seguente verrà abbandonato il Repco e si passerà a utilizzare l'otto cilindri Ford Cosworth DFV come quasi tutte le squadre inglesi. Al Gran Premio del Belgio le Brabham saranno le prime vetture, con la Ferrari di Chris Amon, a montare gli alettoni, anche se il primato spetta alla Ferrari che li aveva presentati il venerdì nelle prime prove antecedenti la gara, mentre le Brabham si adegueranno nelle prove del sabato.
Nel 1969 sarà Jacky Ickx a riportare la Brabham alla vittoria, con la BT31 vince i Gran Premi di Germania e del Canada, quest'ultimo davanti al caposquadra Brabham.
Nel 1970 si abbandonò il telaio tubolare e ci si adeguò alle soluzioni tecniche più avanzate: la BT33 fu la prima Brabham di Formula 1 con telaio monoscocca e molleggi anteriori all'interno del corpo vettura (anche se il primo telaio monoscocca, in assoluto per la casa, era stato quello della BT25 per Indianapolis), a inizio stagione sembrò la vettura da battere tanto che Jack Brabham vinse la gara inaugurale della stagione, il Gran Premio del Sudafrica e mancò di ripetersi nel successivo Gran Premio di Spagna per un cedimento meccanico. Sfiorò la vittoria anche al Gran Premio di Monaco e al Gran Premio di Gran Bretagna, ma un errore all'ultima curva nel primo caso e la mancanza di benzina nel secondo gli permisero di ottenere solo la piazza d'onore, tuttavia le velleità di Brabham dovettero scontrarsi con l'arrivo della rivoluzionaria Lotus 72, a partire dal Gran Premio d'Olanda, che si dimostrò subito molto più competitiva di tutte le altre vetture e aprì una nuova stagione nella tecnica automobilistica. A fine stagione Brabham si ritirò e lasciò la squadra a Tauranac.
Non avendo coltivato un secondo pilota che poteva fare ombra al caposquadra, nel 1971 verrà a mancare un pilota all'altezza e pur ripiegando sul veterano Graham Hill non si otterranno risultati di prestigio. Dal punto di vista tecnico la BT 34 disporrà di originali radiatori anteriori, posti davanti alle ruote, che saranno definiti lobster claw (chela d'aragosta) e caratterizzeranno le Brabham per alcune stagioni.

### Gli anni '70

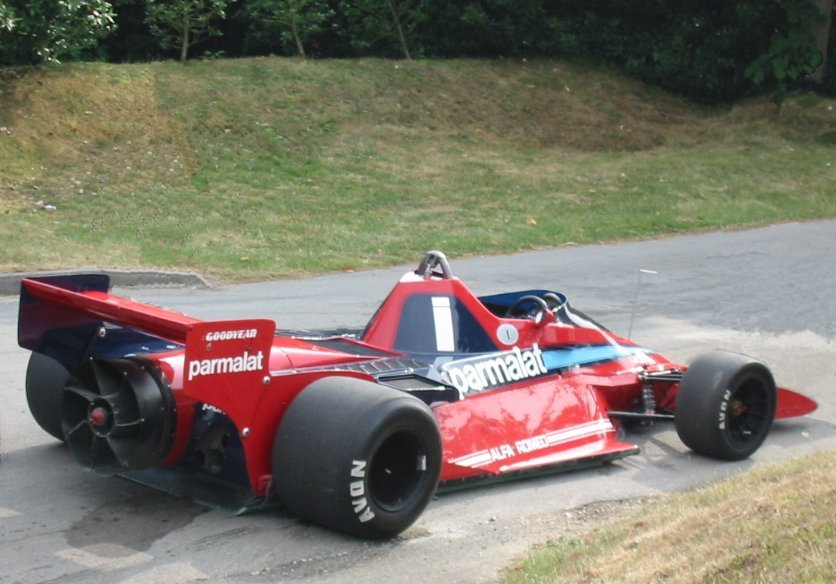
La Brabham del 1978 con la gigantesca ventola nella parte posteriore della vettura

Nel 1972 Tauranac vendette la squadra a Bernie Ecclestone, ex-manager di Jochen Rindt. Con la nuova gestione la direzione tecnica venne affidata a Ralph Bellamy, tecnico proveniente dalla McLaren, che nel 1974 fu sostituito dal giovane Gordon Murray, la cui prima realizzazione fu la Brabham BT44 che venne sponsorizzata dalla Martini Racing e permise alla scuderia di tornare alla vittoria con Carlos Reutemann.
Nel 1975, per poter rivaleggiare con la potenza dei motori Ferrari, si abbandonò il motore 8 cilindri Ford Cosworth, usato da tutti i team inglesi, e si diede inizio alla collaborazione tecnica con l'Alfa Romeo che fornì inizialmente un V12 a 180° (impropriamente definito "Boxer") progettato dall'ingegner Carlo Chiti e già in uso nel mondiale sport sulla ALFA 33TT12. Tuttavia a detta di Murray i motori forniti dall'Alfa causavano parecchi problemi ai tecnici Brabham: ad esempio differivano l'uno dall'altro di alcuni millimetri costringendo a modifiche continue degli attacchi per sostituirli, d'altra parte le innovazioni aerodinamiche videro la Lotus e non la Brabham come squadra all'avanguardia, per l'uno o l'altro motivo in quel periodo la Brabham riuscì a vincere solo alcuni Gran Premi.
Le maggiori innovazioni si videro durante 1978, con l'arrivo del campione del mondo in carica Niki Lauda e dello sponsor Parmalat. La Brabham BT46 progettata da Gordon Murray era dotata di originali radiatori a sfioramento che avrebbero dovuto garantire il raffreddamento con minore resistenza all'avanzamento, ma il funzionamento non fu soddisfacente e in seguito la soluzione fu abbandonata. L'unica innovazione vincente apportata dalla scuderia fu, al Gran Premio di Svezia, l'introduzione nel retro della vettura di una grande ventola. L'idea era semplice: se la Lotus per aumentare l'aderenza aveva prodotto una depressione sotto la vettura con un tubo di Venturi creato dalle bandelle laterali (le famose "minigonne"), la Brabham con la ventola otteneva un effetto ancora maggiore aspirando l'aria sotto la vettura. Niki Lauda vinse il gran premio, ma questa soluzione tecnica fu contestata in quanto alcuni la consideravano un'appendice alare mobile, vietata dal regolamento. Murray invece presentò il dispositivo come organo di raffreddamento e le vetture accettate per la gara e la vittoria convalidata. Dalla gara dopo però la ventola fu proibita perché nel suo funzionamento finiva per proiettare all'indietro tutto ciò che trovava sulla pista generando gravi pericoli per i piloti che seguivano.
Nel 1978 l'Alfa sostituì il largo motore boxer con un nuovo 12 cilindri a "V" perché le nuove wing-car richiedevano motori compatti per poter ottenere un maggior passaggio d'aria nelle pance, adibite a tunnel con ala rovesciata, dove si generava l'effetto Venturi che schiacciava a terra le monoposto, ma al contempo la casa milanese portò in pista una propria vettura che esordì nel 1979 e il maggiore impegno probabilmente causò la scarsa affidabilità dei motori, al punto che le Brabham BT 48 pilotate da Lauda e dal quasi esordiente Nelson Piquet ottennero solo 3 piazzamenti a punti. Sul finire della stagione Lauda si aggiudicò il Gran Premio Dino Ferrari a Imola, gara abbastanza breve e non valida per il campionato, ma nelle prove del successivo Gran Premio del Canada annunciò il suo ritiro dalle corse proprio mentre la Brabham, per le ultime 2 corse della stagione, sostituì il motore Alfa, tornando a usare il Ford Cosworth. Piquet all'ultima gara si qualificò in prima fila e ottenne il giro più veloce in gara dimostrando il recupero di competitività della vettura.

### Il ritorno al titolo (1980-1983)

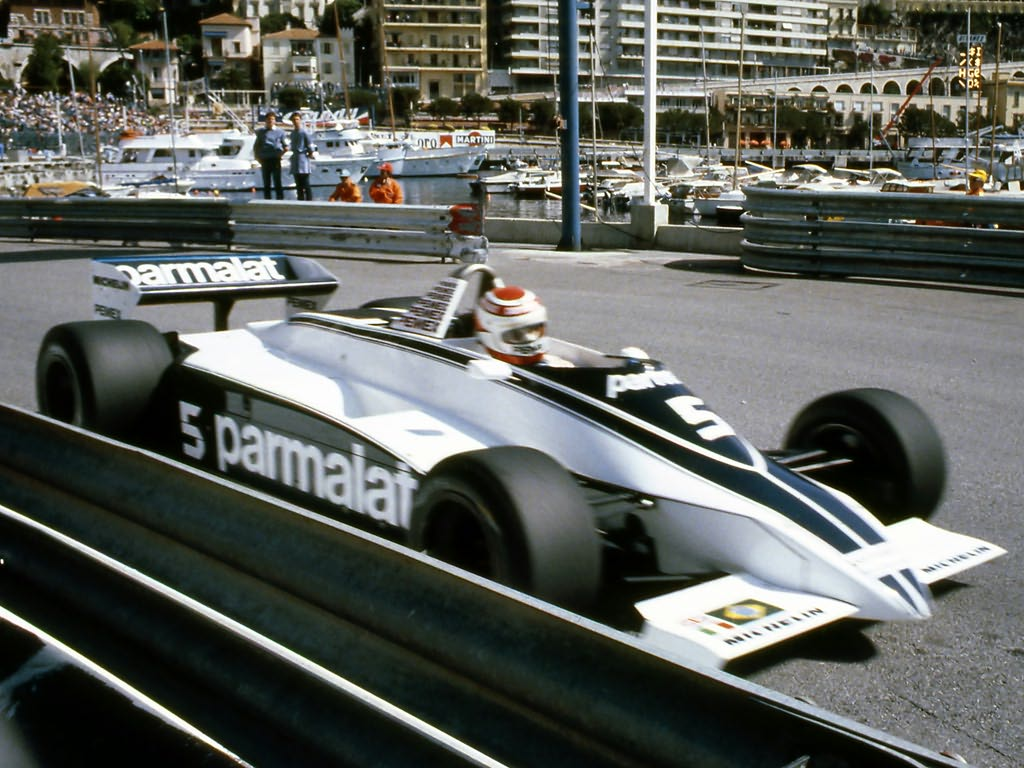
Nelson Piquet impegnato al Gran Premio di Monaco 1981.

Dopo il 1979 chiusosi con l'improvviso ma temporaneo ritiro dalle corse di Lauda, le prestazioni del team migliorarono nel 1980
Abbandonati i motori dell'Alfa Romeo e tornata al classico Cosworth (più adatto alle monoposto wing-car), esplose il talento di Nelson Piquet che concluse secondo in classifica piloti, contendendo fino all'ultimo il titolo ad Alan Jones e aggiudicandosi 3 Gran Premi (USA Ovest, Paesi Bassi e Italia).
Nel mondiale costruttori la Brabham (modello BT49) chiuse solo quarta, a causa delle scarse prestazioni dei piloti che si alternarono sulla seconda vettura, Ricardo Zunino e Héctor Rebaque, ingaggiati più per la dote finanziaria che per le capacità di guida.
Nel 1981, Nelson Piquet si aggiudicò 3 GP e vinse il titolo dopo un'appassionante lotta con Alan Jones, Carlos Reutemann e Jacques Laffite. La scuderia giunse seconda tra i costruttori, preceduta dalla Williams (seconda guida era Héctor Rebaque).
Nel 1982 a Piquet venne affiancato Riccardo Patrese. In quel periodo cominciava a diffondersi l'uso dei motori turbocompressi, da 1500 cm³ e la Brabham iniziò una collaborazione con la BMW. La Casa bavarese fornì un motore turbo 4 cilindri in linea, derivato dal motore 2000 cm³ di Formula 2, montato sulla nuova vettura BT50, che esordì con un ritiro dopo pochi giri. Dopo un risultato così modesto si decise di partecipare ai 3 Gran Premi seguenti con la vecchia vettura BT49 arrivata alla versione D ed equipaggiata con il Ford Cosworth aspirato. Piquet si aggiudicò subito il GP del Brasile, che lo vide protagonista di una estenuante lotta con Keke Rosberg e Gilles Villeneuve, ma la sua vettura, come quelle di altri team motorizzati Ford era sottopeso: si stava tentando una forzatura regolamentare, dato che il peso minimo era considerato con acqua e olio a bordo, dopo la fine della gara si imbarcava qualche decina di litri d'acqua, in un apposito serbatoio, per far rientrare la vettura nel peso minimo regolamentare di 580 kg.
La manovra era così plateale che veniva ad essere, in effetti, un attacco politico dei team FOCA per l'abbassamento del peso minimo, contro Ferrari e Renault che, usando motori turbo, avevano vetture decisamente più pesanti. Nel successivo Gran Premio degli Stati Uniti-Ovest la Ferrari rispose con un alettone posteriore sdoppiato, ognuno delle 2 parti rispettava le dimensioni massime regolamentari ma complessivamente veniva raddoppiata la superficie alare, a questo punto la FISA intervenne, anche per evitare lo snaturamento di tutte le regole e squalificò Piquet e Rosberg che erano arrivati primo e secondo al Gran Premio del Brasile e la Ferrari di Villeneuve terza al Gran Premio degli Stati Uniti-Ovest, per protesta quasi tutti i team FOCA disertarono il Gran Premio di San Marino.
Dal Gran Premio del Belgio funestato dalla morte di Villeneuve, mentre Patrese continuò per qualche Gran Premio a usare il motore Ford e in seguito vinse il Gran Premio di Monaco, Piquet tornò a usare il turbo BMW e lo portò con fatica al traguardo conquistando il sesto posto, che divenne poi quinto grazie alla squalifica della McLaren di Lauda. Al GP degli USA-Est, sul nuovo circuito cittadino di Detroit, dopo che le prove del venerdì erano state annullate, nell'unica sessione di prove il motore si ruppe e Piquet non riuscì, per la prima volta in carriera, a qualificarsi. Il riscatto arrivò solo sette giorni dopo, nel GP del Canada Piquet si aggiudicò la gara, facendo doppietta con Patrese, secondo al volante della vettura aspirata, poi nel successivo GP d'Olanda Piquet giunse secondo.
Dal Gran Premio di Gran Bretagna la Brabham introdusse una nuova strategia di gara: le vetture partivano con meno carburante per fare rifornimento e cambio gomme a metà gara, questo permetteva di accumulare vantaggio nella prima parte della competizione e dopo una sosta, in cui si perdeva solo parte del vantaggio, si poteva disporre di gomme ancora fresche. Tuttavia i frequenti ritiri per problemi meccanici vanificarono l'efficacia della strategia. Dall'anno successivo tutte le squadre adottarono questo sistema.
Nel 1983, il cambio dei regolamenti costrinse la Brabham a rivedere il progetto della nuova BT51, sostituita dalla BT52, che presentava una innovativa disposizione dei radiatori, molto arretrati. Dopo il successo nella prima gara in Brasile, seguì un periodo di difficoltà nei confronti di Renault e Ferrari, che apparivano più performanti. Nel finale di stagione la Brabham centrò tre successi consecutivi (Piquet a Monza e Brands Hatch e Patrese a Kyalami) e arrivò il titolo piloti, anche grazie al crollo psicologico di Alain Prost e tecnico della Renault.
Vi furono quell'anno molte polemiche sulle benzine. Risultò che la Brabham utilizzasse benzina irregolare a causa del numero di ottano superiore alla norma.
Ma emersero dei dubbi anche sui metodi di verifica delle benzine e sullo stesso regolamento che ammetteva benzine di diverso tipo per le gare extraeuropee, si veniva al paradosso che nel Gran Premio del Sudafrica le Brabham usassero benzina con numero di ottano superiore alla norma, ma altri concorrenti usavano benzina avio, ammessa dal regolamento per quelle gare, con numero di ottano ancora maggiore.
Alla fine Ecclestone ammise l'uso di benzina irregolare ma dichiarando la buona fede e scusandosi con i principali avversari Ferrari e Renault, che non sporsero reclamo permettendo la convalida del titolo. A distanza di anni Ecclestone ha dichiarato che quella lettera di scuse fu voluta in particolare dalla Renault anche per giustificare la loro sconfitta. In effetti lo smacco per i francesi fu enorme dopo essere stati vicini a vincere per la prima volta il mondiale, con una vettura tutta costruita in Francia e con un pilota francese. Va anche detto che anche la Ferrari era stata messa sotto accusa per un sistema (poi vietato) che miscelava acqua alla benzina.

### Il declino

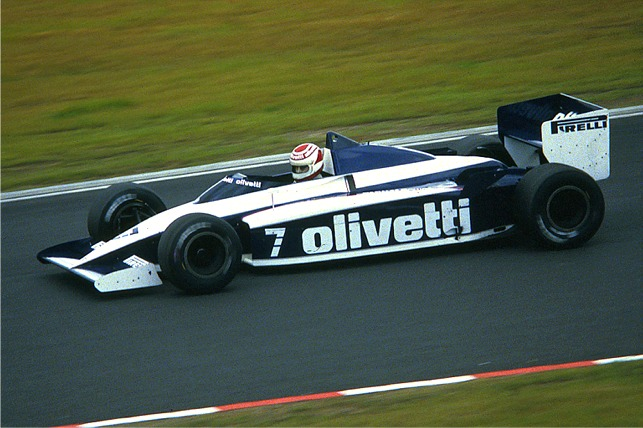
Piquet nel 1985 con la Brabham

Nel 1984 con il cambio di regolamenti che proibì i rifornimenti in gara e limitò a 220 litri la capienza massima dei serbatoi, sembrava che il 4 cilindri BMW potesse essere favorito, ma la Brabham tornò ad avere problemi di affidabilità. Ottenne due soli successi a Detroit e Montréal, anche se le numerose pole position ottenute da Piquet testimoniano le doti velocistiche della vettura.
Nel 1985 la Olivetti subentrò alla Parmalat come sponsor principale del team, e arrivò la Pirelli come fornitore di pneumatici. La Brabham ottenne un solo successo in Francia; fu la prima vittoria in 28 anni per il gommista italiano.
A fine 1985 Piquet passò alla Williams, la scuderia si affidò allora a Riccardo Patrese, di ritorno dopo due anni all'Alfa Romeo, e a Elio De Angelis.
Il 1986 fu un anno tragico per il team. Il progettista Gordon Murray disegnò una vettura totalmente nuova, la BT55, molto bassa e che obbligava il pilota in posizione quasi sdraiata e per questo fu soprannominata sogliola. Allo scopo si costrinsero i tecnici BMW a riprogettare il motore inclinandolo di 70° su un fianco, per poterlo installare sulla vettura, nel tentativo di rendere più "puliti" i flussi d'aria che investono la vettura durante il movimento e ottenere una maggiore deportanza.
La vettura fu un disastro sia in prestazioni che affidabilità e durante un test privato a Le Castellet, De Angelis perse la vita. La stagione poi si rivelò nel complesso disastrosa e nel 1987 Murray passò alla McLaren per seguire un programma di auto stradale. Va detto che Murray e Nichols, ripresero i concetti alla base di quel progetto con la McLaren MP4/4-Honda che si aggiudicò il mondiale 1988.

Elio De Angelis alla guida della Brabham BT55 a Imola

La vettura per il 1987 era più convenzionale, ma non fu particolarmente brillante, dovendo comunque fare i conti con il poco efficace motore BMW inclinato. Patrese venne affiancato da Andrea De Cesaris: ognuno dei due piloti ottenne un terzo posto. Per il romano fu l'unico arrivo a punti della stagione, mentre Patrese ottenne qualcosa di più. Il team terminò nono in classifica costruttori con 10 punti. L'abbandono dello sponsor Olivetti e della BMW, l'interesse calante di Ecclestone, che ormai si concentrava sul business complessivo della F.1, per la gestione di una squadra, oltre alla turbativa legata al cambio di regolamento sui motori portarono la Brabham a saltare una stagione, il 1988. Non c'era stato modo di finalizzare un contratto per un motore competitivo, e nel corso dell'anno di pausa, Ecclestone vendette la squadra prima all'Alfa Romeo, poi allo svizzero Joachim Luthi.
Per limitare al massimo i punti interrogativi e le difficoltà per la stagione 1989, Sergio Rinland disegnò una vettura molto convenzionale, spinta dal motore Judd V8, che nel 1988 aveva motorizzato la Williams. I piloti erano Martin Brundle ed il giovane Stefano Modena, una coppia che in apparenza coniugava esperienza e talento, una combinazione che sarebbe stata messa alla prova dalla necessità di superare le pre-qualifiche. La prova migliore arrivò a Monaco, quando Brundle e Modena arrivarono ad essere in terza e quarta posizione. Problemi elettrici costrinsero Brundle ai box, da dove risalì fino al sesto posto, mentre l'italiano conquistò un prestigioso podio. Questo permise alla squadra di uscire dalla lotteria delle pre-qualifiche e di concludere la stagione con 8 punti nel campionato costruttori. La dirigenza andava però incontro ad altri problemi: Luthi venne arrestato a metà stagione per frode fiscale, ed il team venne rilevato dal gruppo giapponese Middlebridge.
Nel 1990 Brundle tornò al mondiale Sport, e Modena venne affiancato dallo svizzero Gregor Foitek, preferito per motivi di sponsor a Gary Brabham. Le scarse prestazioni di Foitek portarono rapidamente alla sua sostituzione con il fratello di Gary, David Brabham. Gli unici punti della stagione furono quelli conquistati da Modena nella gara di apertura, con un quinto posto ottenuto con la vettura dell'anno precedente.
Per il 1991 la Brabham aveva ottenuto un contratto con la Yamaha, per la fornitura dei motori: per questo la vettura con cui si iniziò la stagione, adattata dal modello precedente, venne denominata BT59Y. Anche il successivo modello BT60Y, pur avanzato aerodinamicamente, con la presa d'aria ovale sopra la testa del pilota, non ottenne grandi risultati, e la stagione si concluse con soli 3 punti conquistati, dalla coppia formata da Martin Brundle e Mark Blundell.
Nel 1992 la squadra, ormai allo stremo finanziario, portò in pista una versione corretta della vettura del 1991, denominata BT60B, ma l'aspetto di maggior interesse della partecipazione della Brabham era nella formazione dei piloti. Al belga Eric van de Poele, specialista delle gare a ruote coperte, venne affiancata l'italiana Giovanna Amati, prima donna in Formula 1 dai tempi di Lella Lombardi e Divina Galica negli anni '70.
Ma non si andò oltre del breve interesse mediatico, che non portò lo sperato interessamento degli sponsor, anche per gli scarsi risultati della Amati (mai qualificata nelle poche apparizioni). Al suo posto venne ingaggiato Damon Hill, figlio di Graham Hill e collaudatore per la Williams. Hill fu l'unico a qualificarsi nei Gran Premi di Gran Bretagna e Ungheria, che concluse, pur non andando a punti.
Pochi giorni dopo la gara ungherese, il collasso finanziario della squadra portò alla sua scomparsa dal mondo della Formula 1.

### Il possibile ritorno nel 2010
Nel maggio 2009 fu annunciato l'invio di domanda d'iscrizione della scuderia al campionato del mondo di Formula 1 per il 2010, anche se Jack Brabham minacciò azioni legali contro la Formtech, ossia l'azienda tedesca che deteneva il nome Brabham Gran Prix Ltd. Il 12 giugno 2009 la Brabham non venne inserita nella lista emanata dalla FIA comprendente le scuderie ammesse al campionato 2010.

## Risultati complessivi
Complessivamente ha vinto 35 Gran Premi e è stata campione del Mondo Costruttori nel 1966 e 1967.

La Brabham ha vinto anche 4 Campionati Mondiali Piloti, nel 1966 con Brabham stesso, nel 1967 con Denis Hulme e nel 1981 e 1983 con Nelson Piquet. L'ultimo mondiale è stato disputato nel 1992, nel quale la scuderia riuscì a prendere il via in soli tre Gran Premi, prima di dare l'addio al mondo delle corse.
La Brabham, negli anni della gestione Brabham-Tauranac ha costruito anche vetture per categorie inferiori destinate a team clienti.

### Risultati in Formula 1
| Anno | Vettura | Motore             | Gomme | Piloti  |  |  |  |  |  |     |  |   |   |  |  |  |  |  |  |  |  | Punti | Pos. |
| ---- | ------- | ------------------ | ----- | ------- |  |  |  |  |  | --- |  | - | - |  |  |  |  |  |  |  |  | ----- | ---- |
| 1962 | BT3     | Climax FWMV 1.5 V8 | D     | Brabham |  |  |  |  |  | Rit |  | 4 | 4 |  |  |  |  |  |  |  |  | 6     | 7º   |

| Anno | Vettura | Motore             | Gomme | Piloti  |     |     |     |   |     |     |    |     |   |    |  |  |  |  |  |  |  | Punti   | Pos. |
| ---- | ------- | ------------------ | ----- | ------- | --- | --- | --- | - | --- | --- | -- | --- | - | -- |  |  |  |  |  |  |  | ------- | ---- |
| 1963 | BT7 BT3 | Climax FWMV 1.5 V8 | D     | Brabham |     | Rit | Rit | 4 | Rit | 7   | 5  | 4   | 2 | 13 |  |  |  |  |  |  |  | 28 (30) | 3º   |
| 1963 | BT7 BT3 | Climax FWMV 1.5 V8 | D     | Gurney  | Rit | 3   | 2   | 5 | Rit | Rit | 14 | Rit | 6 | 2  |  |  |  |  |  |  |  | 28 (30) | 3º   |

| Anno | Vettura  | Motore             | Gomme | Piloti  |     |     |   |   |    |    |     |    |     |     |  |  |  |  |  |  |  | Punti | Pos. |
| ---- | -------- | ------------------ | ----- | ------- | --- | --- | - | - | -- | -- | --- | -- | --- | --- |  |  |  |  |  |  |  | ----- | ---- |
| 1964 | BT7 BT11 | Climax FWMV 1.5 V8 | D     | Brabham | Rit | Rit | 3 | 3 | 4  | 12 | 9   | 14 | Rit | Rit |  |  |  |  |  |  |  | 30    | 4º   |
| 1964 | BT7 BT11 | Climax FWMV 1.5 V8 | D     | Gurney  | Rit | Rit | 6 | 1 | 13 | 10 | Rit | 10 | Rit | 1   |  |  |  |  |  |  |  | 30    | 4º   |

| Anno | Vettura  | Motore             | Gomme | Piloti   |     |     |    |     |     |   |     |     |   |     |  |  |  |  |  |  |  | Punti   | Pos. |
| ---- | -------- | ------------------ | ----- | -------- | --- | --- | -- | --- | --- | - | --- | --- | - | --- |  |  |  |  |  |  |  | ------- | ---- |
| 1965 | BT7 BT11 | Climax FWMV 1.5 V8 | D     | Brabham  | 8   | Rit | 4  |     | NP  |   | 5   |     | 3 | Rit |  |  |  |  |  |  |  | 27 (31) | 3º   |
| 1965 | BT7 BT11 | Climax FWMV 1.5 V8 | D     | Gurney   | Rit |     | 10 | Rit | 6   | 3 | 3   | 3   | 2 | 2   |  |  |  |  |  |  |  | 27 (31) | 3º   |
| 1965 | BT7 BT11 | Climax FWMV 1.5 V8 | D     | Hulme    |     | 8   |    | 4   | Rit | 5 | Rit | Rit |   |     |  |  |  |  |  |  |  | 27 (31) | 3º   |
| 1965 | BT7 BT11 | Climax FWMV 1.5 V8 | D     | Baghetti |     |     |    |     |     |   |     | Rit |   |     |  |  |  |  |  |  |  | 27 (31) | 3º   |

| Anno | Vettura        | Motore                             | Gomme | Piloti  |     |     |   |   |     |     |     |     |   |  |  |  |  |  |  |  |  | Punti   | Pos. |
| ---- | -------------- | ---------------------------------- | ----- | ------- | --- | --- | - | - | --- | --- | --- | --- | - |  |  |  |  |  |  |  |  | ------- | ---- |
| 1966 | BT19 BT20 BT22 | Climax FPF 2.8 L4 Repco 620 3.0 V8 | G     | Brabham | Rit | 4   | 1 | 1 | 1   | 1   | Rit | Rit | 2 |  |  |  |  |  |  |  |  | 42 (49) | 1º   |
| 1966 | BT19 BT20 BT22 | Climax FPF 2.8 L4 Repco 620 3.0 V8 | G     | Hulme   | Rit | Rit | 3 | 2 | Rit | Rit | 3   | Rit | 3 |  |  |  |  |  |  |  |  | 42 (49) | 1º   |
| 1966 | BT19 BT20 BT22 | Climax FPF 2.8 L4 Repco 620 3.0 V8 | G     | Irwin   |     |     |   | 7 |     |     |     |     |   |  |  |  |  |  |  |  |  | 42 (49) | 1º   |

| Anno | Vettura        | Motore           | Gomme | Piloti  |   |     |   |     |   |   |   |   |     |   |   |  |  |  |  |  |  | Punti   | Pos. |
| ---- | -------------- | ---------------- | ----- | ------- | - | --- | - | --- | - | - | - | - | --- | - | - |  |  |  |  |  |  | ------- | ---- |
| 1967 | BT19 BT20 BT24 | Repco 740 3.0 V8 | G     | Brabham | 6 | Rit | 2 | Rit | 1 | 4 | 2 | 1 | 2   | 5 | 2 |  |  |  |  |  |  | 63 (67) | 1º   |
| 1967 | BT19 BT20 BT24 | Repco 740 3.0 V8 | G     | Hulme   | 4 | 1   | 3 | Rit | 2 | 2 | 1 | 2 | Rit | 3 | 3 |  |  |  |  |  |  | 63 (67) | 1º   |

| Anno | Vettura   | Motore                            | Gomme | Piloti  |     |     |     |     |     |     |     |   |     |     |     |     |  |  |  |  |  | Punti | Pos. |
| ---- | --------- | --------------------------------- | ----- | ------- | --- | --- | --- | --- | --- | --- | --- | - | --- | --- | --- | --- |  |  |  |  |  | ----- | ---- |
| 1968 | BT24 BT26 | Repco 740 3.0 V8 Repco 860 3.0 V8 | G     | Brabham | Rit | NP  | Rit | Rit | Rit | Rit | Rit | 5 | Rit | Rit | Rit | 10  |  |  |  |  |  | 12    | 8º   |
| 1968 | BT24 BT26 | Repco 740 3.0 V8 Repco 860 3.0 V8 | G     | Rindt   | 3   | Rit | Rit | Rit | Rit | Rit | Rit | 3 | Rit | Rit | Rit | Rit |  |  |  |  |  | 12    | 8º   |
| 1968 | BT24 BT26 | Repco 740 3.0 V8 Repco 860 3.0 V8 | G     | Gurney  |     |     |     |     | Rit |     |     |   |     |     |     |     |  |  |  |  |  | 12    | 8º   |

| Anno | Vettura    | Motore            | Gomme | Piloti  |     |     |     |   |   |   |   |     |   |     |   |  |  |  |  |  |  | Punti   | Pos. |
| ---- | ---------- | ----------------- | ----- | ------- | --- | --- | --- | - | - | - | - | --- | - | --- | - |  |  |  |  |  |  | ------- | ---- |
| 1969 | BT26 BT26A | Ford Cosworth DFV | G     | Brabham | Rit | Rit | Rit | 6 |   |   |   | Rit | 2 | 4   | 3 |  |  |  |  |  |  | 49 (51) | 2º   |
| 1969 | BT26 BT26A | Ford Cosworth DFV | G     | Ickx    | Rit | 6   | Rit | 5 | 3 | 2 | 1 | 10  | 1 | Rit | 2 |  |  |  |  |  |  | 49 (51) | 2º   |

| Anno | Vettura | Motore                   | Gomme | Piloti    |     |     |    |     |     |   |   |     |    |     |     |    |     |  |  |  |  | Punti | Pos. |
| ---- | ------- | ------------------------ | ----- | --------- | --- | --- | -- | --- | --- | - | - | --- | -- | --- | --- | -- | --- |  |  |  |  | ----- | ---- |
| 1970 | BT33    | Ford Cosworth DFV 3.0 V8 | G     | Brabham   | 1   | Rit | 2  | Rit | Rit | 3 | 2 | Rit | 13 | Rit | Rit | 10 | Rit |  |  |  |  | 35    | 4º   |
| 1970 | BT33    | Ford Cosworth DFV 3.0 V8 | G     | Stommelen | Rit | Rit | NQ | 5   | NQ  | 7 |   | 5   | 3  | 5   | Rit | 12 | Rit |  |  |  |  | 35    | 4º   |

| Anno | Vettura   | Motore                   | Gomme | Piloti   |   |     |     |     |     |     |   |   |     |     |     |  |  |  |  |  |  | Punti | Pos. |
| ---- | --------- | ------------------------ | ----- | -------- | - | --- | --- | --- | --- | --- | - | - | --- | --- | --- |  |  |  |  |  |  | ----- | ---- |
| 1971 | BT33 BT34 | Ford Cosworth DFV 3.0 V8 | G     | Hill     | 9 | Rit | Rit | 10  | Rit | Rit | 9 | 5 | Rit | Rit | 7   |  |  |  |  |  |  | 5     | 9º   |
| 1971 | BT33 BT34 | Ford Cosworth DFV 3.0 V8 | G     | Schenken |   | 9   | 10  | Rit | 12  | 12  | 6 | 3 | Rit | Rit | Rit |  |  |  |  |  |  | 5     | 9º   |

| Anno | Vettura   | Motore                   | Gomme | Piloti     |     |     |    |    |     |    |     |     |     |     |     |     |  |  |  |  |  | Punti | Pos. |
| ---- | --------- | ------------------------ | ----- | ---------- | --- | --- | -- | -- | --- | -- | --- | --- | --- | --- | --- | --- |  |  |  |  |  | ----- | ---- |
| 1972 | BT37 BT42 | Ford Cosworth DFV 3.0 V8 | G     | Hill       | Rit | 6   | 10 | 12 | Rit | 10 | Rit | 6   | Rit | 5   | 8   | 11  |  |  |  |  |  | 7     | 9º   |
| 1972 | BT37 BT42 | Ford Cosworth DFV 3.0 V8 | G     | Reutemann  | 7   | Rit |    |    | 13  | 12 | 8   | Rit | Rit | Rit | 4   | Rit |  |  |  |  |  | 7     | 9º   |
| 1972 | BT37 BT42 | Ford Cosworth DFV 3.0 V8 | G     | Fittipaldi |     |     | 7  | 9  | Rit | 8  | 12  | 7   | Rit | Rit | Rit | Rit |  |  |  |  |  | 7     | 9º   |

| Anno | Vettura   | Motore                   | Gomme | Piloti     |     |     |     |     |     |     |     |    |     |     |     |     |     |    |    |  |  | Punti | Pos. |
| ---- | --------- | ------------------------ | ----- | ---------- | --- | --- | --- | --- | --- | --- | --- | -- | --- | --- | --- | --- | --- | -- | -- |  |  | ----- | ---- |
| 1973 | BT37 BT42 | Ford Cosworth DFV 3.0 V8 | G     | Reutemann  | Rit | 11  | 7   | Rit | Rit | Rit | 4   | 3  | 6   | Rit | Rit | 4   | 6   | 8  | 6  |  |  | 22    | 4º   |
| 1973 | BT37 BT42 | Ford Cosworth DFV 3.0 V8 | G     | Fittipaldi | 6   | Rit | Rit | 10  | Rit | 11  | Rit | 16 | Rit | Rit | 5   | Rit | Rit | 11 | NC |  |  | 22    | 4º   |

| Anno | Vettura   | Motore                   | Gomme | Piloti    |     |    |    |     |     |     |     |    |     |   |    |     |     |   |   |  |  | Punti | Pos. |
| ---- | --------- | ------------------------ | ----- | --------- | --- | -- | -- | --- | --- | --- | --- | -- | --- | - | -- | --- | --- | - | - |  |  | ----- | ---- |
| 1974 | BT42 BT44 | Ford Cosworth DFV 3.0 V8 | G     | Reutemann | 7   | 7  | 1  | Rit | Rit | Rit | Rit | 12 | Rit | 6 | 3  | 1   | Rit | 9 | 1 |  |  | 35    | 5º   |
| 1974 | BT42 BT44 | Ford Cosworth DFV 3.0 V8 | G     | Robarts   | Rit | 15 | 17 |     |     |     |     |    |     |   |    |     |     |   |   |  |  | 35    | 5º   |
| 1974 | BT42 BT44 | Ford Cosworth DFV 3.0 V8 | G     | Von Opel  |     |    |    | Rit | Rit | NQ  | 9   | 9  | NQ  |   |    |     |     |   |   |  |  | 35    | 5º   |
| 1974 | BT42 BT44 | Ford Cosworth DFV 3.0 V8 | G     | Pace      |     |    |    |     |     |     |     |    |     | 9 | 12 | Rit | 5   | 8 | 2 |  |  | 35    | 5º   |
| 1974 | BT42 BT44 | Ford Cosworth DFV 3.0 V8 | G     | Pilette   |     |    |    |     | 17  |     |     |    |     |   |    |     |     |   |   |  |  | 35    | 5º   |

| Anno | Vettura | Motore                   | Gomme | Piloti    |     |   |   |     |   |   |     |   |     |     |     |     |     |     |  |  |  | Punti   | Pos. |
| ---- | ------- | ------------------------ | ----- | --------- | --- | - | - | --- | - | - | --- | - | --- | --- | --- | --- | --- | --- |  |  |  | ------- | ---- |
| 1975 | BT44B   | Ford Cosworth DFV 3.0 V8 | G     | Reutemann | 3   | 8 | 2 | 3   | 9 | 3 | 2   | 4 | 14  | Rit | 1   | 14  | 4   | Rit |  |  |  | 54 (56) | 2º   |
| 1975 | BT44B   | Ford Cosworth DFV 3.0 V8 | G     | Pace      | Rit | 1 | 4 | Rit | 3 | 8 | Rit | 5 | Rit | 2   | Rit | Rit | Rit | Rit |  |  |  | 54 (56) | 2º   |

| Anno | Vettura | Motore                    | Gomme | Piloti    |    |     |     |   |     |     |     |    |     |     |     |     |     |    |     |     |  | Punti | Pos. |
| ---- | ------- | ------------------------- | ----- | --------- | -- | --- | --- | - | --- | --- | --- | -- | --- | --- | --- | --- | --- | -- | --- | --- |  | ----- | ---- |
| 1976 | BT45    | Alfa Romeo 115-12 3.0 F12 | G     | Reutemann | 12 | Rit | Rit | 4 | Rit | Rit | Rit | 11 | Rit | Rit | Rit | Rit |     |    |     |     |  | 9     | 9º   |
| 1976 | BT45    | Alfa Romeo 115-12 3.0 F12 | G     | Perkins   |    |     |     |   |     |     |     |    |     |     |     |     |     | 17 | Rit | Rit |  | 9     | 9º   |
| 1976 | BT45    | Alfa Romeo 115-12 3.0 F12 | G     | Pace      | 10 | Rit | 9   | 6 | Rit | 9   | 8   | 4  | 8   | 4   | Rit | Rit | Rit | 7  | Rit | Rit |  | 9     | 9º   |
| 1976 | BT45    | Alfa Romeo 115-12 3.0 F12 | G     | Stommelen |    |     |     |   |     |     |     |    |     | 6   |     |     | Rit |    |     |     |  | 9     | 9º   |

| Anno | Vettura | Motore                    | Gomme | Piloti  |     |     |    |     |     |     |     |    |     |     |     |   |     |     |     |     |     | Punti | Pos. |
| ---- | ------- | ------------------------- | ----- | ------- | --- | --- | -- | --- | --- | --- | --- | -- | --- | --- | --- | - | --- | --- | --- | --- | --- | ----- | ---- |
| 1977 | BT45    | Alfa Romeo 115-12 3.0 F12 | G     | Watson  | Rit | Rit | 6  | SQ  | Rit | Rit | Rit | 5  | 2   | Rit | Rit | 8 | Rit | Rit | 12  | Rit | Rit | 27    | 5º   |
| 1977 | BT45    | Alfa Romeo 115-12 3.0 F12 | G     | Pace    | 2   | Rit | 13 |     |     |     |     |    |     |     |     |   |     |     |     |     |     | 27    | 5º   |
| 1977 | BT45    | Alfa Romeo 115-12 3.0 F12 | G     | Stuck   |     |     |    | Rit | 6   | Rit | 6   | 10 | Rit | 5   | 3   | 3 | 7   | Rit | Rit | Rit | 7   | 27    | 5º   |
| 1977 | BT45    | Alfa Romeo 115-12 3.0 F12 | G     | Francia |     |     |    |     |     |     |     |    |     |     |     |   |     | NQ  |     |     |     | 27    | 5º   |

| Anno | Vettura           | Motore                    | Gomme | Piloti |     |   |     |     |   |     |     |     |     |   |     |     |   |   |     |     |  | Punti | Pos. |
| ---- | ----------------- | ------------------------- | ----- | ------ | --- | - | --- | --- | - | --- | --- | --- | --- | - | --- | --- | - | - | --- | --- |  | ----- | ---- |
| 1978 | BT45C BT46A BT46B | Alfa Romeo 115-12 3.0 F12 | G     | Lauda  | 2   | 3 | Rit | Rit | 2 | Rit | Rit | 1   | Rit | 2 | Rit | Rit | 3 | 1 | Rit | Rit |  | 53    | 3º   |
| 1978 | BT45C BT46A BT46B | Alfa Romeo 115-12 3.0 F12 | G     | Watson | Rit | 8 | 3   | Rit | 4 | Rit | 5   | Rit | 4   | 3 | 7   | 7   | 4 | 2 | Rit | Rit |  | 53    | 3º   |
| 1978 | BT45C BT46A BT46B | Alfa Romeo 115-12 3.0 F12 | G     | Piquet |     |   |     |     |   |     |     |     |     |   |     |     |   |   |     | 11  |  | 53    | 3º   |

| Anno | Vettura   | Motore                                                                     | Gomme | Piloti |     |     |   |     |     |     |     |     |     |     |     |     |     |     |     |  |  | Punti | Pos. |
| ---- | --------- | -------------------------------------------------------------------------- | ----- | ------ | --- | --- | - | --- | --- | --- | --- | --- | --- | --- | --- | --- | --- | --- | --- |  |  | ----- | ---- |
| 1979 | BT48 BT49 | Alfa Romeo 115-12 3.0 F12 Alfa Romeo 1260 3.0 V12 Ford Cosworth DFV 3.0 V8 | G     | Lauda  | Rit | Rit | 6 | Rit | Rit | Rit | Rit | Rit | Rit | Rit | Rit | Rit | 4   | SP  |     |  |  | 7     | 8º   |
| 1979 | BT48 BT49 | Alfa Romeo 115-12 3.0 F12 Alfa Romeo 1260 3.0 V12 Ford Cosworth DFV 3.0 V8 | G     | Piquet | Rit | Rit | 7 | 8   | Rit | Rit | Rit | Rit | Rit | 12  | Rit | 4   | Rit | Rit | Rit |  |  | 7     | 8º   |
| 1979 | BT48 BT49 | Alfa Romeo 115-12 3.0 F12 Alfa Romeo 1260 3.0 V12 Ford Cosworth DFV 3.0 V8 | G     | Zunino |     |     |   |     |     |     |     |     |     |     |     |     |     | 7   | Rit |  |  | 7     | 8º   |

| Anno | Vettura | Motore                   | Gomme | Piloti  |   |     |    |     |     |    |     |   |     |    |     |     |     |     |  |  |  | Punti | Pos. |
| ---- | ------- | ------------------------ | ----- | ------- | - | --- | -- | --- | --- | -- | --- | - | --- | -- | --- | --- | --- | --- |  |  |  | ----- | ---- |
| 1980 | BT49    | Ford Cosworth DFV 3.0 V8 | G     | Piquet  | 2 | Rit | 4  | 1   | Rit | 3  | 4   | 2 | 4   | 5  | 1   | 1   | Rit | Rit |  |  |  | 55    | 3º   |
| 1980 | BT49    | Ford Cosworth DFV 3.0 V8 | G     | Zunino  | 7 | 8   | 10 | Rit | Rit | NQ | Rit |   |     |    |     |     |     |     |  |  |  | 55    | 3º   |
| 1980 | BT49    | Ford Cosworth DFV 3.0 V8 | G     | Mears   |   |     |    | ES  |     |    |     |   |     |    |     |     |     |     |  |  |  | 55    | 3º   |
| 1980 | BT49    | Ford Cosworth DFV 3.0 V8 | G     | Rebaque |   |     |    |     |     |    |     | 7 | Rit | 10 | Rit | Rit | 6   | Rit |  |  |  | 55    | 3º   |

| Anno | Vettura    | Motore                   | Gomme | Piloti  |     |     |     |   |     |     |     |   |     |   |     |   |     |     |     |  |  | Punti | Pos. |
| ---- | ---------- | ------------------------ | ----- | ------- | --- | --- | --- | - | --- | --- | --- | - | --- | - | --- | - | --- | --- | --- |  |  | ----- | ---- |
| 1981 | BT49C BT50 | Ford Cosworth DFV 3.0 V8 | M e G | Piquet  | 3   | 12  | 1   | 1 | Rit | Rit | Rit | 3 | Rit | 1 | 3   | 2 | 6   | 5   | 5   |  |  | 61    | 2º   |
| 1981 | BT49C BT50 | Ford Cosworth DFV 3.0 V8 | M e G | Rebaque | Rit | Rit | Rit | 4 | Rit | NQ  | Rit | 9 | 5   | 4 | Rit | 4 | Rit | Rit | Rit |  |  | 61    | 2º   |

| Anno | Vettura   | Motore                                       | Gomme | Piloti  |     |     |     |  |     |     |     |   |    |     |     |     |     |   |     |     |  | Punti | Pos. |
| ---- | --------- | -------------------------------------------- | ----- | ------- | --- | --- | --- |  | --- | --- | --- | - | -- | --- | --- | --- | --- | - | --- | --- |  | ----- | ---- |
| 1982 | BT49 BT50 | Ford Cosworth DFV 3.0 V8 BMW M12/M13 1.5 L4t | G     | Piquet  | Rit | SQ  | Rit |  | 5   | Rit | NQ  | 1 | 2  | Rit | Rit | Rit | Rit | 4 | Rit | Rit |  | 41    | 5º   |
| 1982 | BT49 BT50 | Ford Cosworth DFV 3.0 V8 BMW M12/M13 1.5 L4t | G     | Patrese | Rit | Rit | 3   |  | Rit | 1   | Rit | 2 | 15 | Rit | Rit | Rit | Rit | 5 | Rit | Rit |  | 41    | 5º   |

| Anno | Vettura | Motore              | Gomme | Piloti  |     |     |     |     |     |     |     |     |     |    |     |     |     |   |   |  |  | Punti | Pos. |
| ---- | ------- | ------------------- | ----- | ------- | --- | --- | --- | --- | --- | --- | --- | --- | --- | -- | --- | --- | --- | - | - |  |  | ----- | ---- |
| 1983 | BT52    | BMW M12/M13 1.5 L4t | M     | Piquet  | 1   | Rit | 2   | Rit | 2   | 4   | 4   | Rit | 2   | 13 | 3   | Rit | 1   | 1 | 3 |  |  | 72    | 3º   |
| 1983 | BT52    | BMW M12/M13 1.5 L4t | M     | Patrese | Rit | 10  | Rit | Rit | Rit | Rit | Rit | Rit | Rit | 3  | Rit | 9   | Rit | 7 | 1 |  |  | 72    | 3º   |

| Anno | Vettura | Motore              | Gomme | Piloti     |     |     |     |     |     |     |     |   |     |     |     |   |     |     |     |    |  | Punti | Pos. |
| ---- | ------- | ------------------- | ----- | ---------- | --- | --- | --- | --- | --- | --- | --- | - | --- | --- | --- | - | --- | --- | --- | -- |  | ----- | ---- |
| 1984 | BT53    | BMW M12/M13 1.5 L4t | M     | Piquet     | Rit | Rit | 9   | Rit | Rit | Rit | 1   | 1 | Rit | 7   | Rit | 2 | Rit | Rit | 3   | 6  |  | 38    | 4º   |
| 1984 | BT53    | BMW M12/M13 1.5 L4t | M     | T. Fabi    | Rit | Rit | Rit | Rit | 9   |     |     | 3 |     | Rit | Rit | 4 | 5   | Rit | Rit |    |  | 38    | 4º   |
| 1984 | BT53    | BMW M12/M13 1.5 L4t | M     | C. Fabi    |     |     |     |     |     | Rit | Rit |   | 7   |     |     |   |     |     |     |    |  | 38    | 4º   |
| 1984 | BT53    | BMW M12/M13 1.5 L4t | M     | Winkelhock |     |     |     |     |     |     |     |   |     |     |     |   |     |     |     | 10 |  | 38    | 4º   |

| Anno | Vettura | Motore              | Gomme | Piloti   |     |     |     |     |     |   |   |   |     |     |    |   |   |     |     |     |  | Punti | Pos. |
| ---- | ------- | ------------------- | ----- | -------- | --- | --- | --- | --- | --- | - | - | - | --- | --- | -- | - | - | --- | --- | --- |  | ----- | ---- |
| 1985 | BT54    | BMW M12/M13 1.5 L4t | P     | Piquet   | Rit | Rit | 8   | Rit | Rit | 6 | 1 | 4 | Rit | Rit | 8  | 2 | 5 | Rit | Rit | Rit |  | 26    | 5º   |
| 1985 | BT54    | BMW M12/M13 1.5 L4t | P     | Hesnault | Rit | Rit | Rit | NQ  |     |   |   |   |     |     |    |   |   |     |     |     |  | 26    | 5º   |
| 1985 | BT54    | BMW M12/M13 1.5 L4t | P     | Surer    |     |     |     |     | 15  | 8 | 8 | 6 | Rit | 6   | 10 | 4 | 8 | 13  | Rit | Rit |  | 26    | 5º   |

| Anno | Vettura | Motore              | Gomme | Piloti     |     |     |     |     |   |     |    |   |     |     |     |     |     |     |     |     |  | Punti | Pos. |
| ---- | ------- | ------------------- | ----- | ---------- | --- | --- | --- | --- | - | --- | -- | - | --- | --- | --- | --- | --- | --- | --- | --- |  | ----- | ---- |
| 1986 | BT55    | BMW M12/M13 1.5 L4t | P     | Patrese    | Rit | Rit | 6   | Rit | 8 | Rit | 6  | 7 | Rit | Rit | Rit | Rit | Rit | Rit | 13  | Rit |  | 2     | 9º   |
| 1986 | BT55    | BMW M12/M13 1.5 L4t | P     | De Angelis | 8   | Rit | Rit | Rit |   |     |    |   |     |     |     |     |     |     |     |     |  | 2     | 9º   |
| 1986 | BT55    | BMW M12/M13 1.5 L4t | P     | Warwick    |     |     |     |     |   | Rit | 10 | 9 | 8   | 7   | Rit | NP  | Rit | Rit | Rit | Rit |  | 2     | 9º   |

| Anno | Vettura | Motore              | Gomme | Piloti     |     |     |     |     |     |     |     |     |     |     |     |     |     |     |     |     |  | Punti | Pos. |
| ---- | ------- | ------------------- | ----- | ---------- | --- | --- | --- | --- | --- | --- | --- | --- | --- | --- | --- | --- | --- | --- | --- | --- |  | ----- | ---- |
| 1987 | BT56    | BMW M12/M13 1.5 L4t | G     | Patrese    | Rit | 9   | Rit | Rit | 9   | Rit | Rit | Rit | 5   | Rit | Rit | Rit | 13  | 3   | 11  |     |  | 10    | 8º   |
| 1987 | BT56    | BMW M12/M13 1.5 L4t | G     | De Cesaris | Rit | Rit | 3   | Rit | Rit | Rit | Rit | Rit | Rit | Rit | Rit | Rit | Rit | Rit | Rit | 8   |  | 10    | 8º   |
| 1987 | BT56    | BMW M12/M13 1.5 L4t | G     | Modena     |     |     |     |     |     |     |     |     |     |     |     |     |     |     |     | Rit |  | 10    | 8º   |

| Anno | Vettura | Motore         | Gomme | Piloti  |     |     |   |    |     |     |     |     |     |    |     |    |    |     |     |     |  | Punti | Pos. |
| ---- | ------- | -------------- | ----- | ------- | --- | --- | - | -- | --- | --- | --- | --- | --- | -- | --- | -- | -- | --- | --- | --- |  | ----- | ---- |
| 1989 | BT58    | Judd EV 3.5 V8 | P     | Brundle | Rit | Rit | 6 | 9  | Rit | NPQ | NPQ | Rit | 8   | 12 | Rit | 6  | 8  | Rit | 5   | Rit |  | 8     | 9º   |
| 1989 | BT58    | Judd EV 3.5 V8 | P     | Modena  | Rit | Rit | 3 | 10 | Rit | Rit | Rit | Rit | Rit | 11 | Rit | NQ | 14 | Rit | Rit | 8   |  | 8     | 9º   |

| Anno | Vettura   | Motore         | Gomme | Piloti  |     |     |     |     |    |     |    |    |     |     |     |     |     |     |     |     |  | Punti | Pos. |
| ---- | --------- | -------------- | ----- | ------- | --- | --- | --- | --- | -- | --- | -- | -- | --- | --- | --- | --- | --- | --- | --- | --- |  | ----- | ---- |
| 1990 | BT58 BT59 | Judd EV 3.5 V8 | P     | Foitek  | Rit | Rit |     |     |    |     |    |    |     |     |     |     |     |     |     |     |  | 2     | 10º  |
| 1990 | BT58 BT59 | Judd EV 3.5 V8 | P     | Brabham |     |     | NQ  | Rit | NQ | Rit | 15 | NQ | Rit | NQ  | Rit | NQ  | Rit | NQ  | Rit | Rit |  | 2     | 10º  |
| 1990 | BT58 BT59 | Judd EV 3.5 V8 | P     | Modena  | 5   | Rit | Rit | Rit | 7  | 11  | 13 | 9  | Rit | Rit | 17  | Rit | Rit | Rit | Rit | 12  |  | 2     | 10º  |

| Anno | Vettura | Motore              | Gomme | Piloti   |     |     |    |     |     |     |     |     |    |     |   |    |     |     |     |    |  | Punti | Pos. |
| ---- | ------- | ------------------- | ----- | -------- | --- | --- | -- | --- | --- | --- | --- | --- | -- | --- | - | -- | --- | --- | --- | -- |  | ----- | ---- |
| 1991 | BT60Y   | Yamaha OX99 3.5 V12 | P     | Brundle  | 11  | 12  | 11 | SQ  | Rit | Rit | Rit | Rit | 11 | Rit | 9 | 13 | 12  | 10  | 5   | NQ |  | 3     | 9º   |
| 1991 | BT60Y   | Yamaha OX99 3.5 V12 | P     | Blundell | Rit | Rit | 8  | Rit | NQ  | Rit | Rit | Rit | 12 | Rit | 6 | 12 | Rit | Rit | NPQ | 17 |  | 3     | 9º   |

| Anno | Vettura | Motore          | Gomme | Piloti       |    |    |    |    |    |    |    |    |    |    |    |  |  |  |  |  |  | Punti | Pos. |
| ---- | ------- | --------------- | ----- | ------------ | -- | -- | -- | -- | -- | -- | -- | -- | -- | -- | -- |  |  |  |  |  |  | ----- | ---- |
| 1992 | BT60B   | Judd GV 3.5 V10 | G     | van de Poele | 13 | NQ | NQ | NQ | NQ | NQ | NQ | NQ | NQ | NQ |    |  |  |  |  |  |  | 0     |      |
| 1992 | BT60B   | Judd GV 3.5 V10 | G     | Amati        | NQ | NQ | NQ |    |    |    |    |    |    |    |    |  |  |  |  |  |  | 0     |      |
| 1992 | BT60B   | Judd GV 3.5 V10 | G     | Hill         |    |    |    | NQ | NQ | NQ | NQ | NQ | 16 | NQ | 11 |  |  |  |  |  |  | 0     |      |

| Legenda | 1º posto     | 2º posto | 3º posto    | A punti         | Senza punti/Non class.  | Grassetto – Pole position Corsivo – Giro più veloce |
| Legenda | Squalificato | Ritirato | Non partito | Non qualificato | Solo prove/Terzo pilota | Grassetto – Pole position Corsivo – Giro più veloce |

## Piloti per numero di vittorie
- Nelson Piquet  (1978-1985): 106 GP, 13 vittorie, Campione del Mondo 1981, 1983
- Jack Brabham  (1962-1970): 83 GP, 7 vittorie, Campione del Mondo 1966
- Denny Hulme  (1965-1967): 26 GP, 2 vittorie, Campione del Mondo 1967
- Carlos Reutemann  (1972-1976): 66 GP, 4 vittorie
- Riccardo Patrese  (1982-1983, 1986-1987): 62 GP, 2 vittorie
- Niki Lauda  (1978-1979): 31 GP, 2 vittorie
- Dan Gurney  (1963-1965, 1968): 30 GP, 2 vittorie
- Jacky Ickx  (1969): 11 GP, 2 vittorie
- José Carlos Pace  (1974-1977): 40 GP, 1 vittoria